# Palac (jedinica)
Palac ili inč (engl. inch: palac, sitnica; oznake in ili podignuta dvocrtica uz brojku) je angloamerička mjerna jedinica za duljinu. Potječe od rimskog digitusa (1,85 centimetara), u nas pogrešno nazivan i col. Jedinica stopa je jednaka 12 palaca. Engleski izraz za palac (inch) dolazi iz latinske riječi uncia koja znači jednu dvanaestinu (u tom slučaju stope). Jedinica palac danas se upotrebljava u Ujedinjenom Kraljevstvu, SAD-u i Kanadi. Međunarodni palac koji je imperijalna jedinica određen je 1958. preko osnovne jedinice Međunarodnog sustava metar (m) kao:
1 palac = 0,025 4 metara
1 in = 1″ = 0,025 4 m = 25,4 mm

## Jard
Jard (engleski: yard; oznaka yd) je osnovna angloamerička mjerna jedinica za duljinu. Jard iznosi 3 stope ili 1/1760 milje, što je po Međunarodnom sustavu 0,9144 metara. Svojedobno je određena pramjerom, a od 1963. s pomoću metra, i to točno:
1 jard = 0,914 4 metar
1 yd = 0,914 4 m
Englesko ime za jard potječe od riječi za ravnu granu odnosno palicu, iako izvor mjerne jedinice nije točno poznat. Moderna definicija jarda je kompromis među britanskim i američkim standardima i umjeren je naspram metru. Manje su jedinice stopa ili fut (ft), te palac ili inč (in), s odnosom:
1 yd = 3 ft = 36 in

## Stopa
Stopa ili fut (engl. foot: stopa; oznaka ft ili podignuta crtica, kao na primjer 3′ = 3 stope) je angloamerička mjerna jedinica za duljinu. Jednaka je 12 palaca ili trećini jarda. Postoji više određenja jedinice stopa, danas je najraširenija ona koju upotrebljavaju u Velikoj Britaniji i SAD-u. Po tom određenju stopa je jednaka 0,3048 metra:
1 stopa = 0,304 8 metar
1 ft = 1′ = 0,304 8 m
U nekim slučajevima jedinicu označavaju izostavnikom ', međutim ispravan znak je ′ – npr. 60′ znači 60 stopa.